# Guareña (ort)
Guareña är en ort i Spanien.   Den ligger i provinsen Provincia de Badajoz och regionen Extremadura, i den centrala delen av landet, 270 km sydväst om huvudstaden Madrid. Guareña ligger 281 meter över havet och antalet invånare är 7 330.
Terrängen runt Guareña är lite kuperad.Runt Guareña är det ganska glesbefolkat, med 29 invånare per kvadratkilometer. Guareña är det största samhället i trakten. Trakten runt Guareña består till största delen av jordbruksmark.